# Tricolore

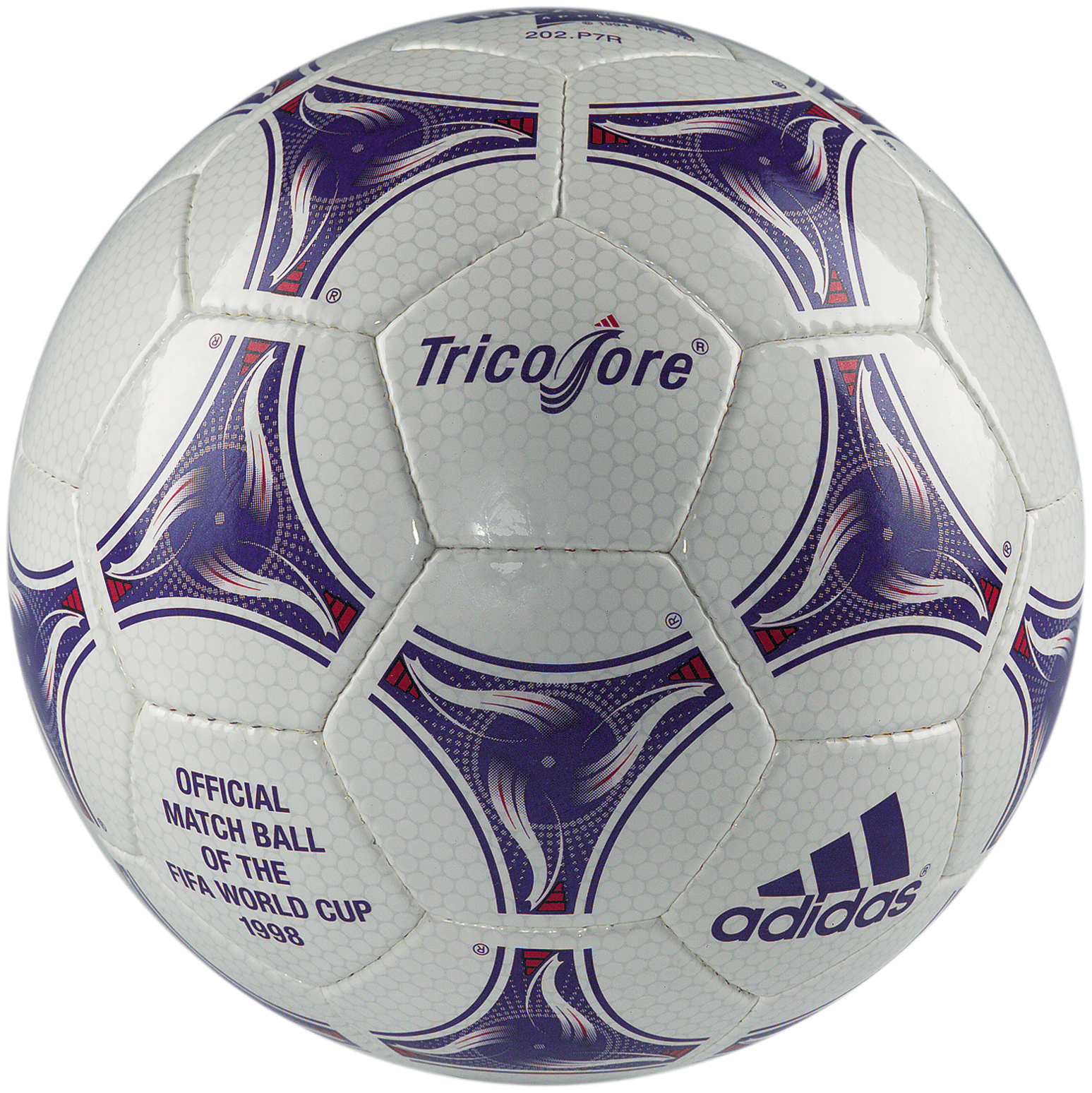
Tricolore

Tricolore – piłka do gry w piłkę nożną wyprodukowana przez Adidasa. Jej premiera miała miejsce na mundialu 1998. Nazwa piłki nawiązuje do trzech barw flagi francuskiej (gospodarza mistrzostw), w jakich wykonana była piłka; jest to pierwsza piłka mistrzostw świata wykonana w więcej niż dwóch kolorach.
Piłka wykonana była z kilku warstw pianki, a jej powierzchnia uchodziła podówczas za najnowocześniejszą w świecie. Mimo trzech kolorów, ornamentyka utrzymana była w stylistyce Tango.